# 董震
董震（1977年2月2日—），天津人，中国男子竞技体操运动员，有吊环王之称。

## 生平
4岁进入天津市业余体校，9岁进天津队，19岁入选中国国家队。
2006年退役后，董震去了澳大利亚悉尼科技大学就读管理学，同时在新南威尔士州的训练中心担任教练。归国后，董震先后天津市体育运动学校教练、裁判，目前担任天津体操队教练。
2013年5月，董震获聘“天津市控烟形象大使”。

## 成绩
- 1993年，全国少年锦标赛，跳马冠军；
- 1997年，第八届全国运动会，吊环冠军；
- 1999年，第20届世界大学生运动会，团体第三、吊环第二；
- 1999年，天津世界体操锦标赛，团体、吊环冠军。
- 2000年，全国体操锦标赛，吊环冠军。

另外，拥有7枚全国比赛吊环金牌。

## 家庭
- 妻子：王君，天津业余体操学校教练[2]。